# 오카야마 포레스트 파크 독일의 숲

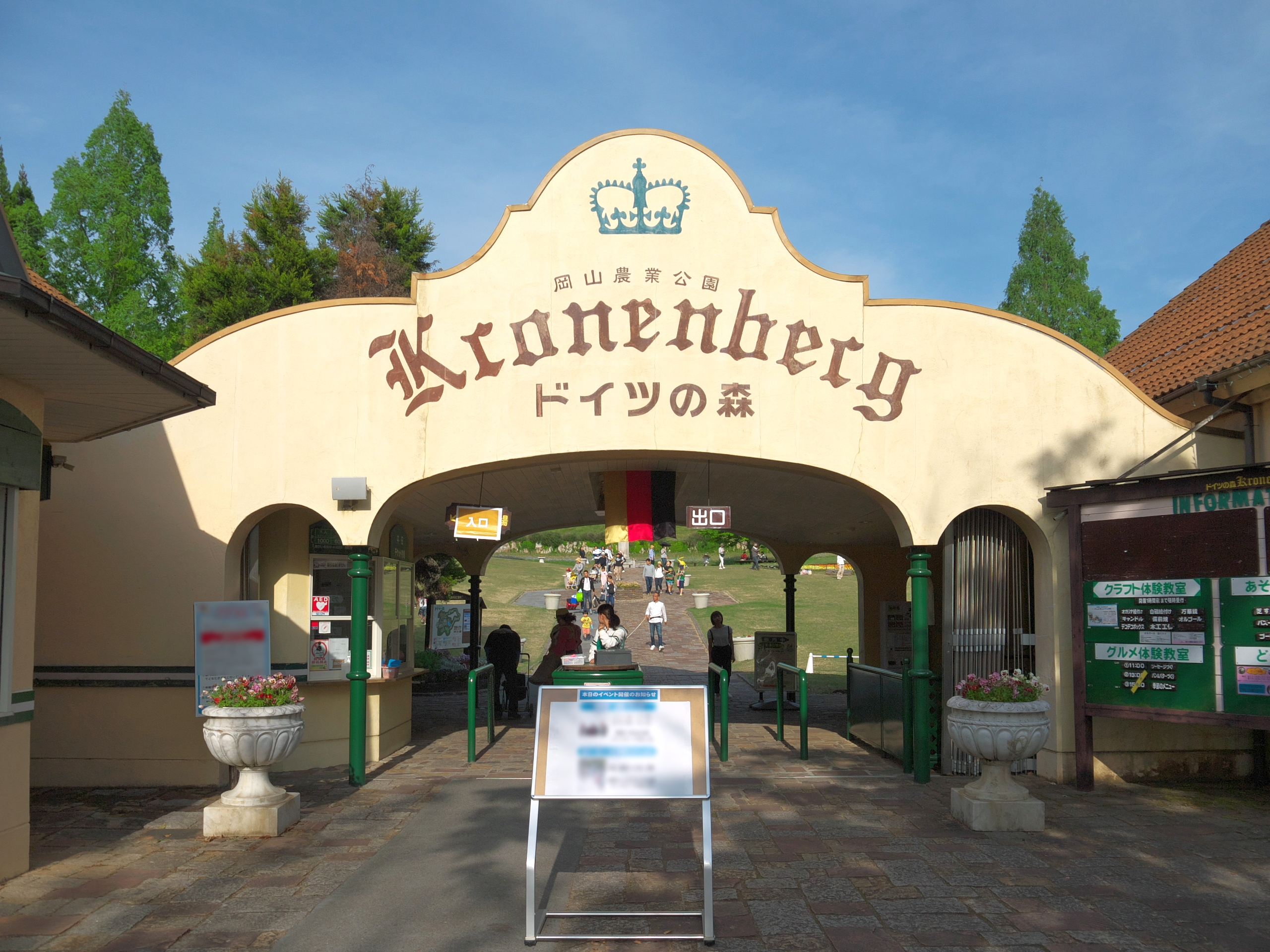

오카야마 포레스트 파크 독일의 숲(일본어: おかやまフォレストパーク ドイツの森) 또는 줄여서 도이쓰노모리(일본어: ドイツの森 ドイツのもり[*])는 오카야마현 아카이와시 니보리에 위치한 농업 공원이다.